# بيضيبيديا
اللاموسوعة أو بيضيبيديا (بالإنجليزية: Uncyclopedia)‏ (الموسوعة الفارغة المحتوى التي يمكن لأي شخص التلاعب بها) هو موقع هزلي يستعمل نظام ويكي وأحد مشاريع ويكي المتعددة، وكان جوناثن هوانج قد أطلقها في كانون الثاني/يناير 2005، وشعاره عبارة عن بيضة أو حبة بطاطس فارغة مُشكّلة من قطع أحجية، كسخرية من شعار ويكيبيديا الرسمي.

## لمحة
أُطلِق موقع اللاموسوعة في كانون الثاني/يناير 2005، وسرعان ما تخطت عدد الزيارات قدرة مخدم الموقع، ونتيجة لذلك أعلنت أنجيلا بيزلي نائبة مدير ويكي الرسمية في 26 من أيار/مايو 2005 خطة احتضان موقع اللاموسوعة على مخدمات ويكي، لتصبح بذلك أحد مشاريع ويكي المتعددة، وفي نهاية الأمر قام هوانج بنقل الملكية الكاملة للموقع إلى منظمة ويكي في العاشر من تموز/يوليو 2006.

## المحتوى
تعمل شبكة اللاموسوعة تمامًا كمبدأ عمل الموسوعة الحرة فأي شخص يستطيع المساهمة، وهي متوفرة بأغلب لغات العالم منها العربية، وطريقة عرضها للمقال تتراوح بين الكوميدية التي تعتمد على حقائق تاريخية أو الهزلية من أحداث تجري أو خيالية بشكل مجرد للغاية، وهي لا تقف عند الحدود الدينية أو السياسية، بل تستمر في السخرية اللاذعة التي قد تصل إلى حد التحقير مما جعل لهذا المشروع العديد من المعارضين.
تستعمل العديد من مقالاتها المقتبسات التاريخية لشخصيات مشهورة فتقوم بتحريفها قليلًا وتضعها تحت صورة أو في مقال يتحدث عن حدث قام به شخصية الاقتباس إلا أنه يعاكس تمامًا ما قاله في الاقتباس، وقد اتخذت اللاموسوعة العربية لنفسها الهزل السياسي كمبدأ لمعظم مقالاتها كنتيجة للفشل السياسي العربي، ورغم أنها أقل حدة في الاقتراب من المواضيع الدينية إلا أنها تتكلم بشكل مسهب عن السياسة الداخلية للدول العربية وواقع العرب الاجتماعي، مع أن معظم نقدها معروف بين عامة الشعب ولا يحوي صبغة إبداعية في مجال الكوميديا كحال معظم العرب، إلا أن بعض المقالات فعلاً مضحكة، من حيث صياغة الخبر، على كل حال خلال تصفحك لللاموسوعة العربية ستشعر بأن هناك الكثير من المقالات السياسية الهزلية لدرجة تصبح مملة للغاية متناسية أن هناك الكثير لنسخر منه، مثل اللاموسوعة الإنكليزية التي تخطت حاجز العشرين ألف مقال، بصيغة كوميدية تتناول كل شيء تقريبًا.[بحاجة لمصدر]

## التغطية الإعلامية
موقع اللاموسوعة ذكر في كثير من الصحف ووسائل الاعلام، كصيغة خبرية قصيرة تتحدث عن المواقع بشكل عام إلا أن صحيفة نيويورك تايمز كانت قد أفردت عموداً لموضوع يتحدث عن وحش سباغيتي الطائر وهو مقال خيالي ساخر بالمرة موجود في اللاموسوعة الإنكليزية.[بحاجة لمصدر]
كما أن أشهر مقالات السخرية المقتبسة عن اللاموسوعة كانت تلك التي تسخر أو تتحدث عن التكنولوجيا وتعقيداتها ونشرت بعض من هذه المقالات في صحف مثل الغارديان.

## النقد
بسبب محتواها الساخر تشكل العديد من المناهضين لهذا الموقع بحجة أنه مضيعة للوقت، ويسبب جرح للمشاعر لأن نوع السخرية لا سقف له فهو يعتمد على مزاج الكُتاب والتي تصل بهم إلى السب والتنكيل بشكل ساخر في كُل ما يُمكن الكتابة حوله سواء أكان شيئا مُقدسا أو وطنا أو شخصية ذات جمهور، مما يسبب الضجر لكثير من الناس خصوصاً في المجتمعات التي لا تتقبل النقد فضلاً عن النقد الساخر وبقوة كما يحدث في اللاموسوعة بيضيبيديا.

## موقع بيضيبيديا العربية
أُنْشِئَ موقع بيضيبيديا العربي يوم 1 يونيو 2006 وأصبح يحتوي على أزيد من 1500 مقالة في نوفمبر 2019.
يبلغ عدد أعضاء الموقع المسجلين حوالي مئة عضو.

## وصلات خارجية
- الموقع الرسمي
- موقع اللاموسوعة العربية